# 조웅기

## 클럽 경력
조웅기는 화성 FC 유소년(U18) 출신으로, 빠른 스피드와 전방 압박 능력으로 주목받았다.  
2025년 3월 화성 FC와 프로 계약을 체결하고 1군 선수로 등록되었으며, 이후 K리그2 무대에서 점차 출전 기회를 늘려가고 있다.

## 프로 통계
- K리그2 2025 (7월 기준): 출전 기록 일부 있음
- K3·K4리그 통산: 12경기, 2골, 1도움

## 특징
빠른 발과 민첩성을 바탕으로 측면 돌파에 능한 우측 윙포워드다.  
멀티 포지션 소화 능력이 있으며, 팀의 역습 전개 시 위협적인 자원으로 평가받는다.